# Yuri Suslin
Yuri Suslin –en ruso, Юрий Суслин– (19 de mayo de 1935) es un deportista soviético que compitió en remo. Es hermano del también remero Viktor Suslin.
Ganó una medalla en el Campeonato Mundial de Remo de 1962 y cinco medallas en el Campeonato Europeo de Remo entre los años 1957 y 1965.

## Palmarés internacional
| Campeonato Mundial | Campeonato Mundial       | Campeonato Mundial | Campeonato Mundial |
| Año                | Lugar                    | Medalla            | Prueba             |
| ------------------ | ------------------------ | ------------------ | ------------------ |
| 1962               | Lucerna (Suiza)          | Medalla de bronce  | Cuatro con timonel |
| Campeonato Europeo |                          |                    |                    |
| Año                | Lugar                    | Medalla            | Prueba             |
| 1957               | Duisburgo (RFA)          | Medalla de plata   | Cuatro con timonel |
| 1961               | Praga (Checoslovaquia)   | Medalla de plata   | Cuatro con timonel |
| 1963               | Copenhague (Dinamarca)   | Medalla de plata   | Ocho con timonel   |
| 1964               | Ámsterdam (Países Bajos) | Medalla de plata   | Ocho con timonel   |
| 1965               | Duisburgo (RFA)          | Medalla de bronce  | Dos sin timonel    |